# أوجين ديودونيه
أوجين ديودونيه (بالفرنسية: Eugène Dieudonné)‏ هو لاسلطوي فرنسي، ولد في 1 مايو 1884 في نانسي في فرنسا، وتوفي في 21 أغسطس 1944 في سين وواز في فرنسا بسبب إنفلونزا.